# Дольников, Дмитрий Валерьевич
Дми́трий Вале́рьевич До́льников (род. 19 ноября 1972) — советский и российский легкоатлет, специалист по спортивной ходьбе. Выступал за сборные СССР и России по лёгкой атлетике в 1990-х годах, победитель и призёр первенств всероссийского значения, участник ряда крупных международных стартов. Представлял Челябинскую область. Мастер спорта России международного класса.

## Биография
Дмитрий Дольников родился 19 ноября 1972 года. Занимался лёгкой атлетикой в Челябинске в Спортивной школе олимпийского резерва № 2, проходил подготовку под руководством тренера Ивана Иосифовича Гергенрейдера.
Впервые заявил о себе на международном уровне в сезоне 1991 года, когда вошёл в состав советской сборной и выступил на юниорском европейском первенстве в Салониках, где в зачёте ходьбы на 10 000 метров финишировал пятым.
В 1993 году в дисциплине 20 км с личным рекордом 1:19:41 одержал победу на открытом зимнем чемпионате России по спортивной ходьбе в Адлере. В составе российской сборной стартовал на Кубке мира по спортивной ходьбе в Монтеррее — в ходе прохождения дистанции в 20 км был дисквалифицирован за нарушение техники ходьбы.
В 1994 году на Играх доброй воли в Санкт-Петербурге закрыл десятку сильнейших в ходьбе на 20 000 метров.
В 1995 году финишировал восьмым на зимнем чемпионате России в Адлере и вторым на международном старте в венгерской Бекешчабе. Будучи студентом, представлял страну на Всемирной Универсиаде в Фукуоке, где сошёл с дистанции.
В 1998 году выиграл серебряную медаль в дисциплине 35 км на открытом зимнем чемпионате России по спортивной ходьбе в Адлере. Участвовал в Кубке Европы по спортивной ходьбе в Дудинце, не финишировал.
В 1999 году взял бронзу в ходьбе на 50 км на чемпионате России в Саранске, показав 22-й результат мирового сезона — 3:49:07.
В январе 2000 года занял седьмое место в ходьбе на 5000 метров на первенстве СК «Луч» в Екатеринбурге и на этом завершил спортивную карьеру.
За выдающиеся спортивные достижения удостоен почётного звания «Мастер спорта России международного класса» (1993).